# Pseudophysocephala hirta
Pseudophysocephala hirta är en tvåvingeart som beskrevs av Krober 1939. Pseudophysocephala hirta ingår i släktet Pseudophysocephala och familjen stekelflugor. Inga underarter finns listade i Catalogue of Life.